# Hymenodictyon decaryi
Hymenodictyon decaryi är en måreväxtart som beskrevs av Anne-Marie Homolle. Hymenodictyon decaryi ingår i släktet Hymenodictyon och familjen måreväxter. Inga underarter finns listade i Catalogue of Life.